# Jean Ziegler
Jean Ziegler (Thun, 19 d'abril de 1934) és un exprofessor suís de sociologia a la Universitat de Ginebra i a la Sorbona de París.
Fou diputat pels Socialdemòcrates a l'Assemblea Federal de Suïssa, des de 1981 fins a 1999. També ha ocupat diverses posicions dins les Nacions Unides, especialment com a Relator Especial sobre el Dret a l'Alimentació des de 2000 fins a 2008, i com a membre del comitè consultiu del Consell de Drets Humans de l'ONU des de 2008 fins a 2012. Jean Ziegler ha estat autor de nombroses obres escrites, implicat en moviments altermundistes és conegut per la frase: «Un nen que mor de fam és un nen assassinat».
El gener de 2021, fou una de les 50 personalitats que signar el manifest «Dialogue for Catalonia», promogut per Òmnium Cultural i publicat a The Washington Post i The Guardian, a favor de l'amnistia dels presos polítics catalans i del dret d'autodeterminació en el context del procés independentista català. Els signants lamentaren la judicialització del conflicte polític català i conclogueren que aquesta via, lluny de resoldre'l, l'agreuja: «ha comportat una repressió creixent i cap solució». Alhora, feren una crida al «diàleg sense condicions» de les parts «que permeti a la ciutadania de Catalunya decidir el seu futur polític» i exigiren la fi de la repressió i l'amnistia per als represaliats.

## Obra traduïda al català
- Ziegler, Jean; La fam al món explicada al meu fill. Barcelona: Empúries, 2000. ISBN 84-7596-706-X.

- Ziegler, Jean; David Fernàndez (pròleg). El capitalisme explicat als joves i als no tan joves.  Barcelona: Viena Edicions, 2020. ISBN 978-84-17998-11-0.